# Záboří (district de České Budějovice)
Pour les articles homonymes, voir Záboří.
Záboří (en allemand : Sabor, précédemment : Saborsch ou Saborz) est une commune du district de České Budějovice, dans la région de Bohême-du-Sud, en République tchèque. Sa population s'élevait à 388 habitants en 2020.

## Géographie
Záboří se trouve à 16 km à l'ouest de České Budějovice et à 122 km au sud de Prague.
La commune est limitée par Chvalovice, Strýčice et Radošovice au nord, par Žabovřesky, Čakov et Jankov à l'est, par Nová Ves au sud, par Brloh au sud-ouest et à l'ouest et par Lhenice au nord-ouest.

## Histoire
La première mention écrite du village date de 1263.

## Patrimoine
La place du village est ornée de maisons peintes (restaurées) du début du XIXe siècle, dans un style intermédiaire entre le baroque et le Biedermeier.

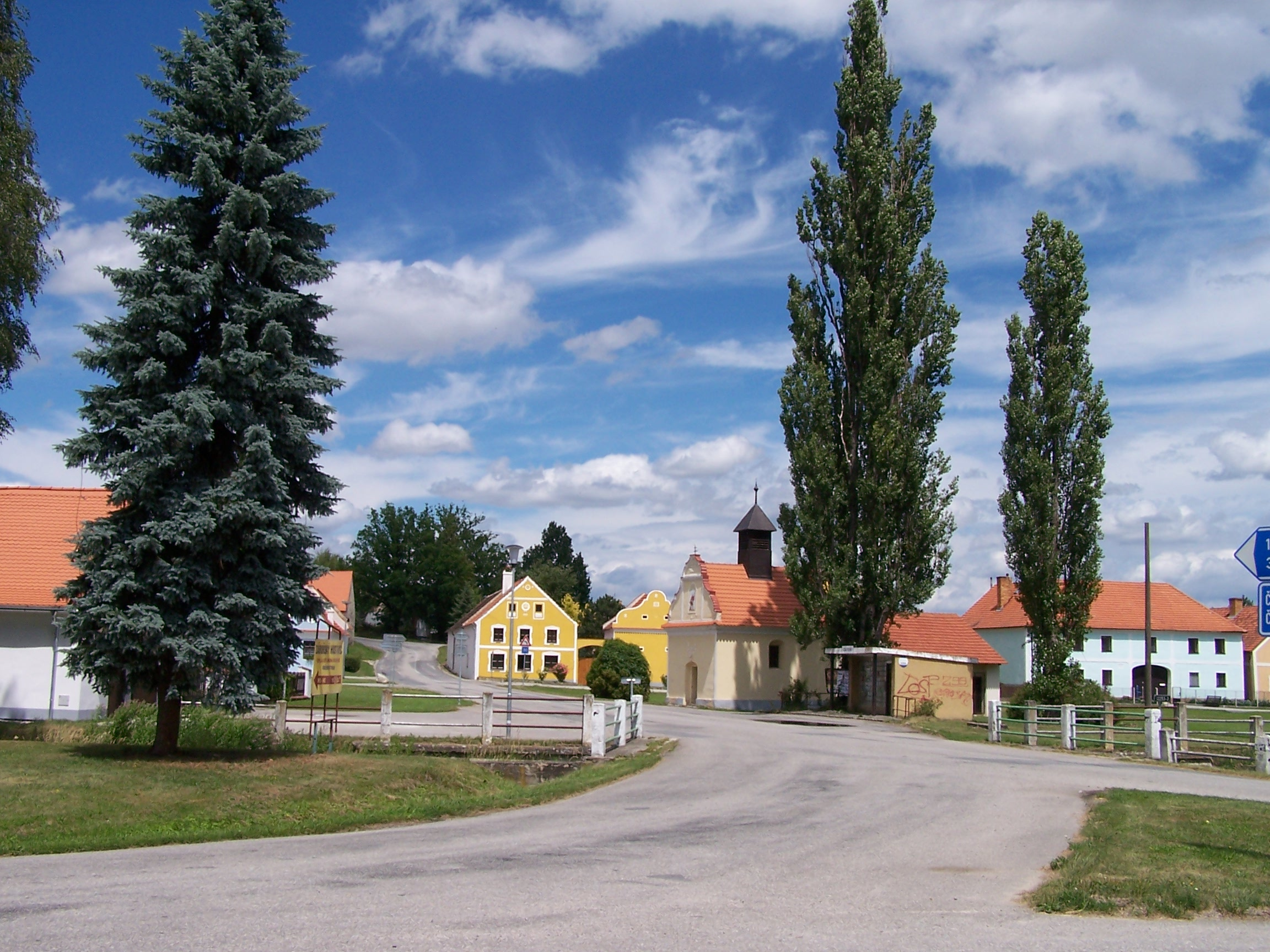
Le village et ses maisons baroques.
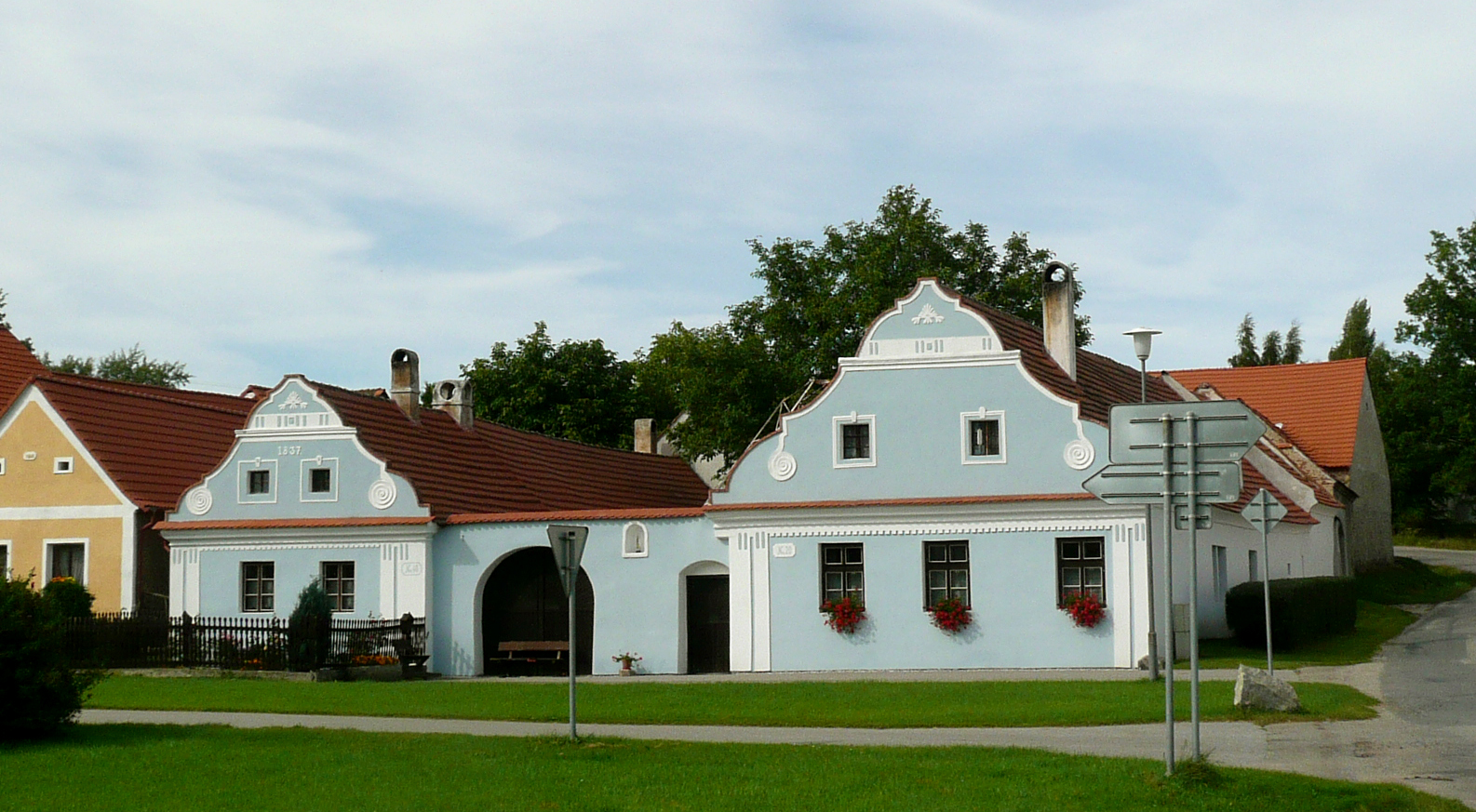
Belle maison bleue de 1837.

## Honneur
L'astéroïde (175017) Záboří porte son nom.